# 對立教宗老楞佐
老楞佐（拉丁語：Laurentius），是5世紀末至6世紀初間天主教會一位對立教宗。老楞佐原本是聖巴西德聖殿的大司祭（Archpriest），498年與西瑪克同時當選教宗。
5世紀末的時候，西羅馬帝國已滅亡，罗马正被東哥德王國統治；時任東哥德國王狄奧多里克大帝支持西瑪克。499年，西瑪克召開教會會議，會上72位主教確認了西瑪克的正當性。但是502年之際，一些主教改支持老楞佐。老楞佐持續擔任教宗到506年。

## 另見
- 對立教宗